# Сараєво (Альшеєвський район)
Сара́єво (рос. Сараево, башк. Һарай) — село у складі Альшеєвського району Башкортостану, Росія. Входить до складу Трунтаїшевської сільської ради.
Населення — 342 особи (2010; 462 в 2002).
Національний склад:
- татари — 77 %